# Summer Time Kids Story
「Summer Time Kids Story」は、日本のロックユニット・センチメンタル・バスが2000年7月19日にエピックレコードよりリリースした7枚目のシングルである。

## 概要
- 森永製菓「ICE BOX」CMソング

## 収録曲
1. Summer Time Kids Story
作詞、赤羽奈津代、作曲：鈴木秋則、編曲:センチメンタル・バス,ホッピー神山
2. Anything about you
作詞、赤羽奈津代、作曲：鈴木秋則+赤羽奈津代、編曲:センチメンタル・バス,ホッピー神山
3. How do you do?
作詞、赤羽奈津代、作曲：赤羽奈津代+鈴木秋則、編曲:センチメンタル・バス,ホッピー神山

## 収録アルバム
- さよならガール (#1)

| スタブアイコン | サブスタブ | この項目は、まだ閲覧者の調べものの参照としては役立たない、シングルに関連した書きかけの項目です。この項目を加筆・訂正などしてくださる協力者を求めています（P:音楽/PJ:楽曲）。 |